# 九頭竜川の戦い
九頭竜川の戦い（くずりゅうがわのたたかい）は、永正3年（1506年）、越前九頭竜川にて朝倉宗滴を総大将とする朝倉氏と北陸一向宗との間に起こった合戦。

## 発端
長享元年（1487年）、加賀守護である富樫政親が室町幕府9代将軍足利義尚による近江の六角高頼征伐（長享・延徳の乱）に出陣中、一向一揆が発生した（加賀一向一揆）。すぐさま政親は軍を加賀に返したものの、翌長享2年（1488年）、一向一揆に攻められ自害した。そして加賀は百年近く仏法領国として独立する事となった。その後一向一揆は能登・越中と拡大していく。
明応3年（1494年）10月、一向宗は勢力拡大をはかり、かつて越前で朝倉氏と争った甲斐氏と共に越前へ侵攻した。対する朝倉勢は朝倉貞景を総大将に迎撃し一向宗は加賀へと撤退した。その後も朝倉氏と一向衆は果てしない戦を続ける事となり、永正元年（1504年）8月に謀反人として越前を追放された朝倉元景が一向一揆の協力を得て越前に侵攻したが迎撃され、永正3年（1506年）3月に近江から一向一揆が侵入したが国境付近で反撃に遭い、堅田本福寺の明宗の助けで撤退した。

## 戦闘の経過
永正3年7月、加賀一向宗は能登・越中の門徒も加え30万を超える兵（この数字は相当な誇張があると考えられる）で越前に侵攻。対する朝倉氏も朝倉宗滴を総大将とした兵8000から16000（諸説あり）で出陣し九頭竜川をはさんで対峙した。8月6日宗滴は敵の機先を制するべく夜半に渡河を決行し奇襲をかけた。これが功を奏し一向宗は打ち負かされ加賀に撤退した。一向宗の兵は合戦前の30万から10万に満たないまでに激減したという。勢いに乗った朝倉軍は越前吉崎御坊、本覚寺、超勝寺などを破壊した。

## 戦後
一向一揆側の本覚寺と超勝寺は越前における拠点を奪われ、加賀の本願寺代行寺院と対立した。これが後の享禄・天文の乱の遠因となる。